# 91-я стрелковая бригада
91-я стрелковая бригада (2-го формирования) имени И. В. Сталина — тактическое соединение Рабоче-крестьянской Красной армии в Великой Отечественной войне.

## История
Бригада формировалась на станции Юрга Новосибирской, сейчас Кемеровской области летом 1942 года. Сформирована в основном была из заключённых трудовых воспитательных колоний НКВД.
Строго говоря, является 91-й стрелковой бригадой 2-го формирования, поскольку в 1942 году в Хорезме формировалась бригада с тем же номером, её формирование было прекращено.
В действующей армии с 06.10.1942 по 26.04.1943 года.
В конце сентября 1942 отправилась эшелоном в Подмосковье, где доукомплектовалась, оттуда к 06.10.1942 года — переброшена к станции Селижарово, где выгрузилась.
Совершила 170-километровый пеший марш от мест выгрузки к позициям в район западнее Белого. Личный состав был совершенно истощён. Заняла исходные позиции только к середине ноября 1942 года, некоторое время отдыхала.
На начало операции «Марс» находилась во втором эшелоне. В бой введена 28.11.1942 года вместе с частями 47-й механизированной бригады в обход оборонявшихся непосредственно у города и скованных боем со 150-й стрелковой дивизией вражеских частей, отбросила левый фланг 41-го моторизованного полка под Ананино, в десяти километрах юго-восточнее Белого. После нескольких часов в бой была введена 47-я механизированная бригада, которая ушла в прорыв, а 91-я бригада двигалась за ней на север, затем остановилась восточнее Бокачево на южном берегу реки Нача, развернулась на девяносто градусов и двинулась на запад по южному берегу Начи, в сторону реки Вена, с целью штурма города с востока. К ночи бригада захватила деревню Бокачево, однако далее была остановлена немецкой артиллерией у Васнево, на высотах чуть западнее р. Вены.
30.11.1942 года бригада, усиленная 19-й механизированной бригадой и полком 150-й стрелковой дивизии вновь перешла в наступление, ей даже удалось форсировать реку Вена, захватить деревню Голиновка. Однако скоро бригада была выбита из деревни, и ей пришлось оставить плацдарм. После этого в первых числах декабря бригада сконцентрировалась на обороне коридора, ведущего к уже отступающей 47-й механизированной бригаде, к 04.12.1942 года ей удалось закрепиться на позициях юго-восточней Белого в бетонных оборонительных сооружениях Ржевско-Вяземского рубежа и держать оборону до 06.12.1942.
После прорыва немецких войск 07.12.1942  попала в окружение, вела бои по обводу, 15.12.1942 остатки бригады выходили во втором эшелоне, ведя арьергардные бои и обеспечивая выход других войск, попавших в окружение.
По немецким оценкам, потери бригады в операции составили 75 % личного состава.
После операции бригада была выведена в резерв, где пополнялась и доукомплектовывалась.
В феврале 1943 года вела бои близ города Великие Луки, в марте 1943 года участвует в освобождении Белого, 16.03.1943 выведена из боёв.
26.04.1943 в Гжатске обращена на формирование 56-й гвардейской стрелковой дивизии.

## Полное название
- 91-я стрелковая бригада

## Подчинение
| Дата            | Фронт (округ)            | Армия      | Корпус                | Примечания |
| --------------- | ------------------------ | ---------- | --------------------- | ---------- |
| 01.08.1942 года | Сибирский военный округ  | -          | -                     | -          |
| 01.09.1942 года | Сибирский военный округ  | -          | 6-й стрелковый корпус | -          |
| 01.10.1942 года | Московский военный округ | -          | 6-й стрелковый корпус | -          |
| 01.11.1942 года | Калининский фронт        | 22-я армия | 6-й стрелковый корпус | -          |
| 01.12.1942 года | Калининский фронт        | 41-я армия | 6-й стрелковый корпус | -          |
| 01.01.1943 года | Калининский фронт        | 41-я армия | 6-й стрелковый корпус | -          |
| 01.02.1943 года | Калининский фронт        | 41-я армия | 6-й стрелковый корпус | -          |
| 01.03.1943 года | Калининский фронт        | 41-я армия | -                     | -          |
| 01.04.1943 года | Калининский фронт        | 22-я армия | 6-й стрелковый корпус | -          |

## Командиры
- Костюк, Игнатий Степанович, полковник (убит 1.10.1942г.)
- Лобанов, Фёдор Иванович,  полковник
- Андропов, Сергей Ильич, полковник (на 31.03.1943г.)
- Урусов, Александр Яковлевич

## Известные воины бригады
| Награда | Ф.И.О.                        | Должность       | Звание    | Дата награждения | Примечания                                 |
| ------- | ----------------------------- | --------------- | --------- | ---------------- | ------------------------------------------ |
|         | Лукьянов, Михаил Павлович     | командир взвода | лейтенант |                  | 27.02.1943 закрыл телом амбразуру пулемёта |
|         | Матросов, Александр Матвеевич | автоматчик      | рядовой   | 19.06.1943       | 27.02.1943 закрыл телом амбразуру пулемёта |

## Внешние ссылки
- Справочник
- Перечень № 7 управлений бригад всех родов войск, входивших в состав действующей армии в годы Великой Отечественной войны 1941—1945 (недоступная ссылка)
- https://elib.bashedu.ru/dl/internet/Bagautdinov%20AM_Bagautdinov%20RA_Podvig%20Aleksandra%20Matrosova_mon_2021.pdf/view
- https://cyberleninka.ru/article/n/podvig-aleksandra-matrosova-analiz-sovetskih-i-nemetskih-dokumentov/viewer